# Suely Franco
Suely Franco (Río de Janeiro, 16 de octubre de 1939) es una primera actriz brasileña. Una de sus actuaciones más reconocidas es la del personaje Mimosa en la telenovela El clavel y la rosa (2001). Hizo su debut en televisión en la telenovela Gabriela, Cravo e Canela en 1960. Debutó en el cine en la película Dois na lona, dirigida por Carlos Alberto de Souza Barros.

## Filmografía seleccionada
- Estúpido Cupido (1976)
- Mulheres de Areia (1993)
- Quatro por Quatro (1994)
- O Cravo e a Rosa (2000)
- Sabor da Paixão (2002)
- A Favorita (2008)
- Cama de Gato (2009)
- Amor Eterno Amor (2012)
- Em Família (2014)
- Êta Mundo Bom! (2016)
- A Dona do Pedaço (2019)
- Dona de Mim (2025)